# Brownber Tarn
Der Brownber Tarn ist ein See in Cumbria, England. Der See liegt südlich des Back Gutter und nördlich von zwei unbenannten Wasserläufen, die alle zusammen den Great Wygill bilden.  Der Brownber Tarn hat keinen erkennbaren Zufluss und keinen erkennbaren Abfluss.